# Soda Springs
Soda Springs es una ciudad ubicada en el condado de Caribou en el estado estadounidense de Idaho. En el Censo de 2010 tenía una población de 3058 habitantes y una densidad poblacional de 257,63 personas por km². Se encuentra cerca del río Portneuf, un afluente del curso alto del río Snake, el principal afluente del Columbia.

## Geografía
Soda Springs se encuentra ubicada en las coordenadas 42°39′28″N 111°35′10″O / 42.65778, -111.58611. Según la Oficina del Censo de los Estados Unidos, Soda Springs tiene una superficie total de 11.87 km², de la cual 11.75 km² corresponden a tierra firme y (1%) 0.12 km² es agua.

## Demografía
Según el censo de 2010, había 3058 personas residiendo en Soda Springs. La densidad de población era de 257,63 hab./km². De los 3058 habitantes, Soda Springs estaba compuesto por el 0.1% blancos, el 0.07% eran afroamericanos, el 0.26% eran amerindios, el 0.26% eran asiáticos, el 0.43% eran isleños del Pacífico, el 1.44% eran de otras razas y el 1.18% pertenecían a dos o más razas. Del total de la población el 3.37% eran hispanos o latinos de cualquier raza.